# Чемпионат России по вольной борьбе 2020
Чемпионат России по вольной борьбе 2020 года изначально был запланирован на 23-27 апреля в Улан-Удэ, однако 19 марта Федерацией спортивной борьбы России было принято решение перенести турнир на неопределенный срок из-за распространения пандемии коронавируса в мире. 17 июля 2020 года появилась информация, что чемпионат России должен пройти с 18 по 29 сентября 2020 года в Москве. 29 июля 2020 года первый вице-президент Федерации спортивной борьбы России Арсен Фадзаев на своей странице в Instagram сообщил, что турнир пройдёт с 9 по 11 октября во Владикавказе.  Однако в середине сентября, в конечном счете, во Владикавказе отказались от чемпионата, когда выяснилось, что санитарные службы настаивают на запрете присутствия болельщиков на трибунах и было принято решения провести турнир в Наро-Фоминске с 15 по 18 октября. В сентябре 2020 года появилась информация, что в связи с некоторыми ограничениями, принять участие в чемпионате России смогут лишь по 16 человек в каждой весовой категории, однако, борцы не входившие в число допущенных в соответствии с установленным лимитом, платили по 30 000 рублей.

## Медалисты
| Категория | Золото                              | Серебро                                   | Бронза                                                                           |
| --------- | ----------------------------------- | ----------------------------------------- | -------------------------------------------------------------------------------- |
| До 57 кг  | Заур Угуев Дагестан                 | Азамат Тускаев Московская область, Алания | Ахмед Идрисов Дагестан Муслим Садулаев Чечня                                     |
| До 61 кг  | Абасгаджи Магомедов Дагестан        | Рамазан Ферзалиев Дагестан                | Ибрагим Абдурахманов Дагестан Жаргал Дамдинов Бурятия                            |
| До 65 кг  | Гаджимурад Рашидов Дагестан, Москва | Ахмед Чакаев Дагестан                     | Загир Шахиев Дагестан Алан Гогаев ХМАО                                           |
| До 70 кг  | Чермен Валиев Алания                | Давид Баев ХМАО                           | Курбан Шираев Дагестан Руслан Жендаев Красноярский край                          |
| До 74 кг  | Разамбек Жамалов Дагестан           | Хетаг Цаболов Алания                      | Тимур Бижоев Краснодарский край Заурбек Сидаков ХМАО                             |
| До 79 кг  | Ахмед Усманов Дагестан              | Гаджимурад Алихмаев Брянская область      | Гаджи Набиев Дагестан Аманулла Гаджимагомедов Дагестан                           |
| До 86 кг  | Даурен Куруглиев Дагестан           | Артур Найфонов ХМАО, Алания               | Магомед Рамазанов Московская область Арсен-Али Мусалалиев Дагестан               |
| До 92 кг  | Алихан Жабраилов Дагестан, Москва   | Магомед Курбанов Дагестан                 | Анзор Уришев Красноярский край, Кабардино-Балкария Батырбек Цакулов ХМАО, Алания |
| До 97 кг  | Абдулрашид Садулаев Дагестан        | Асланбек Сотиев Алания                    | Асланбек Газзаев Алания Эрик Джиоев Красноярский край                            |
| До 125 кг | Алан Хугаев Алания                  | Шамиль Шарипов Дагестан                   | Анзор Хизриев Санкт-Петербург Виталий Голоев Алания                              |